# Värmlandstrafik

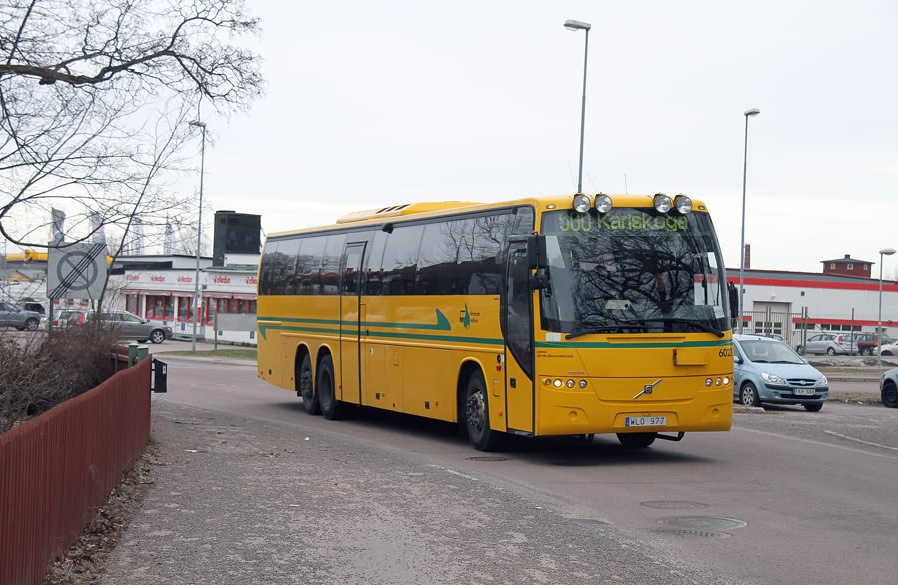
Een bus van Värmlandstrafik

Värmlandstrafik AB is de regionale openbaar vervoersautoriteit van de Zweedse provincie Värmlands län. Värmlandstrafik is verantwoordelijk voor al het regionale bus- en treinverkeer in de provincie, met uitzondering van de stadsbussen in Karlstad. In 2010 handelde de vervoersautoriteit 9,8 miljoen passagiers af, waarvan ruim een miljoen per trein. Het hoofdkantoor is gevestigd in Munkfors.
Het centrale station voor het regionale treinvervoer (Värmlands regionaltåg) is Karlstad C, vanuit daar vertrekken alle treinen. Värmlandstrafik rijdt over de gehele lengte van de Frykdalsbanan, van Kongsvinger tot Kristinehamn op de Värmlandsbanan en van Åmål tot Karlstad op de Vänerbanan. Naast het regionale verkeer per bus (soms over zeer lange afstanden), verzorgt Värmlandstrafik ook het stadsvervoer in Arvika, Kristinehamn en Åmål.